# John Nelson
John Nelson (ur. 1 czerwca 1791 we Frederick, Maryland, zm. 18 stycznia 1860 w Baltimore, Maryland) – polityk, prawnik i dyplomata amerykański. W latach 1821–1823 przez jedną kadencję Kongresu Stanów Zjednoczonych był przedstawicielem czwartego okręgu wyborczego w stanie Maryland w Izbie Reprezentantów Stanów Zjednoczonych, członek Partii Wigów.

## Życiorys
W latach 1832–1833 był chargé d’affaires Stanów Zjednoczonych w Królestwie Obojga Sycylii. W latach 1843–1845 był prokuratorem generalnym Stanów Zjednoczonych w gabinecie prezydenta Johna Tylera. W 1844 roku był również przez pewien czas pełniącym obowiązki sekretarza stanu Stanów Zjednoczonych. Jego ojciec, Roger Nelson, także był przedstawicielem stanu Maryland w Izbie Reprezentantów Stanów Zjednoczonych.